# Победа (Свердловская область)
Победа — посёлок в Камышловском районе Свердловской области России, входит в состав Восточного сельского поселения.

## Географическое положение
Посёлок Победа расположен в 22 километрах (по дорогам в 28 километрах) к востоку-северо-востоку от города Камышлова, на левом берегу реки Аксарихи — левого притока Пышмы. В одном километре к северо-западу от Победы расположен более крупный посёлок Восточный, а к юго-западу — остановочный пункт 1979 км Свердловской железной дороги.

## Население
| 2002 | 2010 |
| ---- | ---- |
| 15   | ↘4   |